# Centaurea kanitziana
Centaurea kanitziana — вид квіткових рослин айстрових (Asteraceae). Ареал: Болгарія, Румунія; інтродуковано до Італії, Польщі.

## Морфологічна характеристика
Дворічна рослина, з прямим стеблом, 14–15(50) см заввишки, гіллястим від середини або знизу, з облистненими, дуже довгими, прямими гілками, найчастіше 20 см завдовжки. Прикореневі листки численні, розташовані в розетці, під час цвітіння зазвичай сухі. Квітки рожеві, крайові променисті. Цвіте в червні та липні.

## Середовище
Віддає перевагу скелястим, кам'янистим місцям, біля доріг і залізниць, рудеральним місцям, у степовій і лісостеповій місцевості, по галявинах.